# Tekla Chemabwai
Tekla Chemabwai (* 3. Juli 1950 in Mosombor, Nandi County) ist eine ehemalige kenianische Sprinterin und Mittelstreckenläuferin.
Bei den Olympischen Spielen schied sie über 400 m 1968 in Mexiko-Stadt im Vorlauf aus. 1972 in München erreichte sie das Viertelfinale und stellte im Vorlauf mit 53,38 m ihre persönliche Bestzeit auf. 1973 siegte sie bei den Afrikaspielen in Lagos über 400 m.
Beim Leichtathletik-Weltcup 1977 in Düsseldorf kam sie mit der afrikanischen Mannschaft in der 4-mal-400-Meter-Staffel auf den siebten Platz.
1978 siegte sie über 800 m bei den Afrikaspielen in Algier und gewann Silber bei den Commonwealth Games in Edmonton.
Sie war mit dem Sprinter Julius Sang verheiratet.